# Mërgim Vojvoda
Mërgim Vojvoda (Skenderaj, distrito de Mitrovica, actual Kosovo, 1 de febrero de 1995) es un futbolista kosovar que juega como defensa en el Como 1907 de la Serie A de Italia.

## Trayectoria
Es producto de las divisiones menores del Standard Lieja, club al cual llegó en 2008 con 13 años de edad, sin embargo en su estadía en el cuarto club más laureado en la historia del fútbol belga, nunca llegó a debutar con el primer equipo.
Fue prestado para la temporada 2014-15 al Sint-Truidense de la Segunda División de Bélgica, donde debutó como profesional el 8 de noviembre de 2014 en la victoria por 1-0 sobre el KSV Roeselare, jugando 27 minutos luego de sustituir a Pierre-Baptiste Baherlé. El Sint-Truidense se consagró campeón logrando el ascenso aunque Vojvoda solo disputó cuatro encuentros en total.
Para la siguiente campaña, fue prestado del Standard al Carl Zeiss Jena de la Regionalliga Nordost, una de las cinco ligas que componen la Regionalliga, el cuarto nivel del fútbol de Alemania. Con este club debutó el 24 de abril de 2015, en la victoria de liga por 3-0 sobre el Auerbach. Desde la jornada 16 tomó el puesto de lateral derecho titular jugando un total de 27 encuentros. Con el Jena además obtuvo la Copa de Turingia, torneo regional que les permitió clasificar a la Copa de Alemania de la siguiente campaña.

### Mouscron
El 24 de junio de 2016 el Standard Lieja aceptó transferirlo al Mouscron, también de primera división, bajo la condición de que si era vendido a otro club, recibirían el 25% de la ganancia.
Debutó el 30 de julio de 2016 en la primera jornada de la liga frente al Anderlecht, jugando el primer tiempo en la derrota por 2-1. Con el Mouscron logró mantener la categoría y el 1 de abril de 2017 marcó el primer gol de su carrera en la derrota por 2-1 ante el Kortrijk. En la siguiente temporada, la 2017-18, se volvió titular indiscutible, también manteniendo la categoría.

### Standard Lieja
El 27 de mayo de 2019 el Standard Lieja hizo oficial su incorporación, regresando así al club en el que finalizó su etapa formativa. El 27 de julio hizo su debut oficial en el triunfo por 2-0 sobre el Círculo de Brujas.
El 27 de agosto de 2020 se hizo oficial su traspaso al Torino F. C. para las siguientes cuatro temporadas. Allí estuvo hasta el 3 de febrero de 2025, momento en el que fichó por el Como 1907 hasta 2028.

## Selección nacional
Vojvoda forma parte de la selección de fútbol de Kosovo con la cual ha disputado 65 partidos y ha anotado tres goles, sin embargo fue parte de la selección sub-21 de Albania.

### Albania
En cierto momento expresó su deseo en jugar por Albania a nivel internacional e incluso fue convocado por primera vez a la sub-21 por Skënder Gega para un amistoso a disputarse en agosto de 2014 ante Catar, sin embargo no pudo participar por un problema con la visa. En octubre de 2014 pudo debutar en la derrota por 3-1 ante Rumania sub-21 y desde entonces fue considerado en las convocatorias.
El 27 de marzo de 2015 recibió ciudadanía albanesa, lo cual le permitió jugar por Albania en torneos competitivos. Entre 2014 y 2016, jugó un total de 9 partidos con la sub-21 de Albania, entre amistosos y la clasificación para la Eurocopa Sub-21 de 2017.

### Kosovo
El 8 de septiembre de 2016 afirmó su disponibilidad para representar a la selección de Kosovo y el 7 de noviembre de ese mismo año recibió el llamado para el enfrentamiento con Turquía por la clasificación para la Copa Mundial de 2018, sin embargo no llegó a debutar.
El 11 de junio de 2017 debutó con la absoluta de Kosovo jugando todo el encuentro en la derrota por 4-1 frente a Turquía por eliminatorias. Desde entonces se convirtió en el lateral derecho titular de la selección kosovar, jugando más adelante los seis encuentros del grupo 3 de la Liga D de las Naciones 2018-19, saliendo ganadores del grupo y ascendiendo a la Liga C. El 7 de septiembre de 2019 anotó su primer gol con la selección, dándole el triunfo a Kosovo por 2-1 sobre República Checa por la clasificación para la Eurocopa 2020.

## Clubes y estadísticas
Actualizado el 23 de mayo de 2025.
| Sint-Truidense · Bélgica | 2014-15       | 2.ª           | 4   | 0 | 0  | 0 | — | — | 4   | 0 |
| Sint-Truidense · Bélgica | Total club    | Total club    | 4   | 0 | 0  | 0 | 0 | 0 | 4   | 0 |
| Carl Zeiss Jena · Alemania | 2015-16       | 4.ª           | 24  | 0 | 3  | 0 | — | — | 27  | 0 |
| Carl Zeiss Jena · Alemania | Total club    | Total club    | 24  | 0 | 3  | 0 | 0 | 0 | 27  | 0 |
| Royal Excel Mouscron · Bélgica | 2016-17       | 1.ª           | 30  | 1 | 1  | 0 | — | — | 31  | 1 |
| Royal Excel Mouscron · Bélgica | 2017-18       | 1.ª           | 31  | 0 | 2  | 0 | — | — | 33  | 0 |
| Royal Excel Mouscron · Bélgica | 2018-19       | 1.ª           | 37  | 1 | 2  | 0 | — | — | 39  | 1 |
| Royal Excel Mouscron · Bélgica | Total club    | Total club    | 98  | 2 | 5  | 0 | 0 | 0 | 103 | 2 |
| Standard de Lieja · Bélgica | 2019-20       | 1.ª           | 25  | 1 | 1  | 0 | 3 | 0 | 29  | 1 |
| Standard de Lieja · Bélgica | 2020-21       | 1.ª           | 2   | 0 | 0  | 0 | 0 | 0 | 2   | 0 |
| Standard de Lieja · Bélgica | Total club    | Total club    | 27  | 1 | 1  | 0 | 3 | 0 | 31  | 1 |
| Torino F. C. · Italia | 2020-21       | 1.ª           | 24  | 2 | 1  | 0 | — | — | 25  | 2 |
| Torino F. C. · Italia | 2021-22       | 1.ª           | 29  | 0 | 1  | 0 | — | — | 30  | 0 |
| Torino F. C. · Italia | 2022-23       | 1.ª           | 29  | 0 | 3  | 0 | — | — | 32  | 0 |
| Torino F. C. · Italia | 2023-24       | 1.ª           | 28  | 0 | 2  | 1 | — | — | 30  | 1 |
| Torino F. C. · Italia | 2024-25       | 1.ª           | 17  | 0 | 1  | 0 | — | — | 18  | 0 |
| Torino F. C. · Italia | Total club    | Total club    | 127 | 2 | 8  | 1 | 0 | 0 | 135 | 3 |
| Como 1907 · Italia | 2024-25       | 1.ª           | 11  | 1 | —  | — | — | — | 11  | 1 |
| Como 1907 · Italia | Total club    | Total club    | 11  | 1 | 0  | 0 | 0 | 0 | 11  | 1 |
| Total carrera | Total carrera | Total carrera | 291 | 6 | 17 | 1 | 3 | 0 | 311 | 7 |
| (1)Incluye datos de la Copa de Alemania (2015-16), de la Copa de Turingia (2016) y de la Copa de Bélgica (2016-17, 2017-18, 2018-19 y 2019-20). (2)Incluye datos de la Liga de Campeones de la UEFA (2019-20). |               |               |     |   |    |   |   |   |     |   |

## Palmarés

### Títulos nacionales
| Título                      | Club            | País     | Año     |
| --------------------------- | --------------- | -------- | ------- |
| Segunda División de Bélgica | Sint-Truidense  | Bélgica  | 2014-15 |
| Copa de Turingia            | Carl Zeiss Jena | Alemania | 2016    |